# Acontia unio
Acontia unio är en fjärilsart som beskrevs av Felder 1874. Acontia unio ingår i släktet Acontia och familjen nattflyn. Inga underarter finns listade i Catalogue of Life.